# Андраде, Эдгар
Эдгар Бисмарк Андраде Рентерия (исп. Édgar Bismarck Andrade Rentería; 2 марта 1988 года, Веракрус) — мексиканский футболист, играющий на позиции полузащитника.

## Клубная карьера
Эдгар Андраде начинал свою карьеру футболиста в мексиканском клубе «Крус Асуль». 28 января 2006 года он дебютировал в мексиканской Примере, выйдя на замену в домашней игре с «Атласом». 29 марта 2008 года Андраде забил свой первый гол на высшем уровне, отметившись в самой концовке домашнего матча против «Пуэблы». С начала 2010 по середину 2013 года он выступал за «Хагуарес Чьяпас». Вторую половину 2013 года Андраде провёл за «Монаркас Морелию», а первую половину 2014 — за «Пачуку».
С середины 2014 года Эдгар Андраде играет за «Веракрус».

## Достижения
«Монаркас Морелия»
- Обладатель Кубка Мексики (1): Ап. 2013

 «Веракрус»
- Обладатель Кубка Мексики (1): Кл. 2016